# سيرسي لانستر
سيرسي لانستر هي شخصية وهمية في سلسلة روايات أغنية الجليد والنارالخيالية التي كتبها الكاتب الأمريكي جورج ر. ر. مارتن، والتي تم إنتاج السلسلة التلفزيونية صراع العروش نسبة إليها. كتب الكاتب هذه السلسلة من الرويات استنادا إلى فكرة أتته أثناء كتابة رواية ملاذ الرياح عام 1981 
قامت بتمثيل دور سيرسي الممثلة لينا هيدي. تلقت هيدي ترشيحات لجوائز إيمي لأفضل ممثلة مساعدة في مسلسل درامي عن دورها في عام 2014. وعام 2015.
في رواية صراع العروش التي نُشرت في عام 1996، تُعد سيرسي فردًا من إحدى أغنى وأقوى العائلات في قارة ويستروس. ظهرت بالتتالي في كل من روايتي صدام الملوك (1998) وعاصفة السيوف (2000). وتصبح ابتداءً  من رواية وليمة للغربان (2005) ورقصة مع التنانين (2011)، إحدى الشخصيات البارزة التي تُروى الأحداث من وجهة نظرها في الروايات. تظهر الشخصية أيضًا في الجزء من السلسلة، الذي يصدر بعنوان رياح الشتاء.
تكون سيرسي لانستر في القصة، ملكة الممالك السبعة في ويستروس، وزوجة الملك، روبرت براثيون. رتب والدها الزواج، بعد فشل محاولته للوفاء بوعده لها، بأن يزوجها الأمير ريغار تارغاريان.
خسرت عائلة تارغاريان الحرب، وتمكن والدها من الوصول إلى منصب المستشار السياسي للملك روبرت، المتوّج حديثًا. عائلة اللانستر هي أغنى عائلة في ويستروس، وقد ساعدت الملك للوصول إلى العرش، ولهذا السبب وافق روبرت على زواجهما. لدى سيرسي أخ توأم، اسمه جيمي، تدخل معه في علاقة زنا محارم. أطفال سيرسي الثلاثة هم أبناء جيمي، وهذا ما كان مجهولًا بالنسبة للملك، وما سبّب صراعًا على السلطة في أعقاب وفاته في ما يعرف بـ «حرب الملوك الخمسة». أكثر ما يميز سيرسي هو رغبتها بالسلطة، وحبها لأولادها، الذين تسعى لحمايتهم.
أشاد النقاد بتمثيل هيدي للشخصية في مسلسل صراع العروش، الذي عُرض على قناة إتش بي أو. رُشحت لخمس جوائز إيمي عن أفضل ممثلة مساعدة في مسلسل درامي، وجائزة غولدن غلوب لأفضل ممثلة مساعدة على أدائها. رُشحت هيدي إلى جانب باقي طاقم الممثلين لجوائز نقابة ممثلي الشاشة لمجموعة في مسلسل درامي، عن أدائهم المتميز في عام 2012، 2014، 2015، 2016. في الموسم الخامس، مثلت نيل ويليامز النسخة الشابة من الشخصية في ارتجاع فني.

## خلفية الشخصية
سيرسي هي الابنة الوحيدة والأكبر سنًا لتايوان لانيستر وزوجته جوانا؛ وُلد أخوها التوأم جيمي بعدها بوقت قصير. كان جيمي وسيرسي متشابهين جدًا في صغرهما، حتى أن سيرسي كانت ترتدي ملابس جيمي، ويظنون أنها هو. دخل التوأم في علاقة جنسية في سن مبكرة، لكن أمرهما اكتُشف من قبل خادم، أبلغ والدتهما. أمرت جوانا الحارس أن يفصل التوأم، وأبقت الأمر سرًا عن والدهما، إذ هددتهما أن تخبره في حال تكرار ذلك.
بعد ذلك بمدة قصيرة، توفيت جوانا أثناء ولادتها لأخ التوأمين، القزم الأصغر تيريون. لامت سيرسي تيريون على وفاة جوانا وبدأت بإيذائه وهو طفل.

قال مارتن لمجلة رولينغ ستون:
يوجد بالتأكيد درجة من النرجسية لدى سيرسي، لديها تقريبًا منظور معادٍ للمجتمع والحضارة.
كان تايوان منذ صغرها يأمل أن تتزوج ريغار تارغاريان، ورفض عرض أميرة دورن بخطبة أوبرين مارتيل وإليا مارتيل إلى سيرسي وجيمي، على التوالي. أصبحت سيرسي مفتونة بريغار، وأخفت مشاعرها عن أخيها، مثلما نصحها والدها أن تفعل.
أُرسل جيرمي في سن الحادية عشر، ليخدم مرافقًا للورد سامنر كريك هول. بعد ذلك بعام، رفض آيريس تارغاريان العرض بأن تتزوج سيرسي ابنه، مُهينًا تايوان بذلك. أخذ تايوان سيرسي إلى كينغز لاندينغ، ورفض في السنوات اللاحقة أي عرض للزواج منها. في عام 281 بعد الغزو (إيه سي)، عندما كان جيمي وسيرسي في الخامسة عشر، كان جيمي فارسًا جديدًا في أرض المعركة، وذهب إلى كينغز لاندينغ وهو في طريقه إلى كاسترلي روك، لزيارة أخته، التي لم يرها منذ أربع سنوات. بعد أن نام التوأمان معًا للمرة الأولى، أخبرته جيمي أن والدها يخطط لتزويجه من ليسا تالي، وأقنعته أن ينضم إلى حراس الملك ليكون قريبًا منها. وهكذا بدأت علاقتهما التي استمرت طوال زواج سيرسي من روبرت براثيون.
كانت سعيدة في البداية بزواجها من روبرت، إلا أنه لم يبادلها المشاعر وخانها عدة مرات. استأنفت عند ذلك علاقة زنا المحارم مع جيمي، ما نتج عنها ثلاثة أطفال هم جوفري، وميرسيلا وتومين.